# Tripoli Airport
Tripoli Airport är en flygplats i Grekland.   Den ligger i prefekturen Arkadien och regionen Peloponnesos, i den södra delen av landet, 130 km väster om huvudstaden Aten. Tripoli Airport ligger 644 meter över havet.
Terrängen runt Tripoli Airport är kuperad åt nordväst, men åt sydost är den platt.Runt Tripoli Airport är det ganska glesbefolkat, med 29 invånare per kvadratkilometer. Närmaste större samhälle är Tripoli, 3,2 km sydväst om Tripoli Airport. Trakten runt Tripoli Airport består till största delen av jordbruksmark.